# Lepturges janus
Lepturges janus là một loài bọ cánh cứng trong họ Cerambycidae.